# 고륜동과공주
고륜동과공주(固倫東果公主 1578~1652)는 누르하치의 장녀로 모친은 누르하치의 원배인 원비동가씨이다. 1578년에 태어났고 동배로 추잉과 대선이 있다.